# Rebeca Stones
Rebeca Trancoso Soto (nacida el 29 de junio de 2000 en Vigo, España) conocida como Rebeca Stones, es una actriz y escritora de novelas de romance juvenil, misterio y aventura. Se inició como escritora en el año 2016, ese mismo año publicó su primer libro llamado “Timanti”. Desde entonces ha publicado otros títulos como Ocho (2017), Sinergia (2018), Sotavento (2020), Ingobernable (2021) e Insaciable (2022).

## Biografía
Su interés por el teatro llevó a Rebeca a cursar el Bachillerato de Artes Escénicas en Vigo, tras varios años formándose en la Escuela Municipal de Arte Dramático de Vigo.
Las primeras veces que apareció en televisión fue  en el programa JaJa show de Disney Channel, estuvo por dos temporadas. Aunque también en la serie “Dalia La Modista'' de la TVG(2016). Ha realizado el papel como actor secundario en la serie "El sabor de las margaritas", protagonizando a Lidia Fernández / HuiChi.
Empezó a publicar libros en 2016, aprovechando la popularidad que había conseguido antes de ese año.
El 13 de febrero de 2025 publicará su nuevo libro “Amar sin escalas”.

### Obras publicadas
- Timanti (2016)

Hija de dos espías y entrenada desde la infancia para continuar la tradición familiar, Timantti siempre ha querido emular a sus padres y unirse a ellos en su lucha contra el crimen, pero tras recibir el encargo de una nueva misión, sus progenitores deciden mantenerla alejada.
Timantti no puede ni imaginar que en su nuevo destino, un monótono y apacible orfanato para niños ricos en Australia, tendrá que enfrentarse a amenazas inesperadas que van a poner su vida en peligro.
- Ocho (2017)

Hay dos cosas que son inalterables: su pasado y mis reglas.
1. El tiempo máximo del que dispongo para hacer feliz a una persona son ocho semanas.
2. Si no lo consigo y considero que podría llegar a hacerlo, tengo un tiempo extra de ocho días.
3. Transcurrido el tiempo desaparezco por completo de la vida del paciente, su felicidad en ningún momento puede depender de mí.
Mía tiene un trabajo inusual: se dedica a hacer felices a las personas sin que ellas sepan que lo hace por trabajo. Precisamente por eso la contratan los padres de Max, un chico que ha intentado suicidarse. Cuando los caminos de ambos se crucen, saltarán chispas: él no quiere verla ni en pintura, ella tiene que hacer todo lo posible por devolverle la felicidad.
- Sinergia (2018)

Rebeca ha pasado un año muy difícil, pero en vez de dejarse aplastar por el peso de sus pensamientos, los ha usado como inspiración para escribir una historia de desamor y amor contada tan solo con sentimientos.
- Sotavento (2020)

En esta historia ficticia, que tiene mucho de paralelo con nuestra situación actual, Rebeca Stones inventa una isla, Veira, que se enfrenta a su extinción, a una crisis ecológica sin precedentes. Su joven gobernante deberá desterrar todo lo aprendido, incluyendo a su anterior líder, y enfrentarse al reto de salvar a su pueblo. Como sucede en las mejores tragedias, en el camino se conocerá a sí mismo y encontrará el verdadero amor, que a veces se parece demasiado a lo que nos hace ser quien somos.
- Ingobernable (2021)

Chloe, esgrimista profesional, decide dejar todo atrás y mudarse a Sevilla para empezar de cero. Allí tendrá que hacer frente a sus miedos, descubrir quién es y luchar contra el ardiente deseo que su entrenador despierta en ella. Nuevos amigos, nueva rutina y decenas de secretos que lo removerán todo.
- Insaciable (2022)

La vida es una montaña rusa constante, y Romeo no se encuentra en un buen momento: debe aprender a superar una ruptura, debe luchar por averiguar quién es en verdad y todo esto sin perder esa sonrisa que le caracteriza.
Pero ¿qué pasa cuando uno se cansa de fingir que todo va bien? ¿Cuando ya no te quedan fuerzas para ser el amigo risueño, el hijo perfecto y el chico que encandila a todos con su actitud?
Insaciable es la historia de la explosión de Romeo. Una historia llena de sorpresas y de decepciones protagonizada por unos personajes que darán mucho de qué hablar.
- Caracola (2023)

Gabriela está harta de que nadie la tome en serio en su trabajo. Estudió periodismo para escribir historias que cambiasen el mundo y se pasa las mañanas corrigiendo los artículos de otros.
Harta de esta situación, decide ir en busca de una noticia que le dé el prestigio que necesita, y, con la intención de conseguir un titular jugoso, envía un correo electrónico al delincuente más odiado de todo el país.
Cuando,después de cuatro años entre rejas, Tomás recibe dicho mensaje, sabe que todo está a punto de cambiar para siempre.
- Amar sin escalas (2025)

Valentina adora su trabajo. Es monitora de viajes y gracias a eso puede conocer el mundo y descubrir nuevas culturas y formas de vivir. Todo sería perfecto si no tuviese el compañero más detestable del universo: Vincent.
Vincent es todo lo contrario a ella: divertido, informal, despreocupado, sociable… Solo comparten una cosa: el odio que sienten el uno por el otro.
Cuando el jefe de ambos los avisa de que este año el mejor monitor ascenderá, su rivalidad aumenta hasta límites inimaginables.